# 拜月亭
《拜月亭》，又名《幽閨記》，「五大傳奇」之一，作者不可考，全劇共四十齣。

## 作品背景
《拜月亭》，一說是元朝關漢卿所作。共四折一楔子。后来又出别人据此改编的：《幽闺记‧走雨》，為元代施惠所著。
《拜月亭》全名《閨怨佳人拜月亭》，有《元刻古今雜劇三十種》本、《元人雜劇全集》本。原作者已不可考，相傳是元代施惠和范居中、黃天澤、沈洪等一起合寫的，明朝時期有些人說是施惠一個人的創作。《拜月亭》的故事流傳較早，徐渭《南詞敘錄》所列的宋元舊篇中載有《蔣世隆拜月亭》的劇目名。在元雜劇中也有過關漢卿的《閨怨佳人拜月亭》和王實甫的《才子佳人拜月亭》等作品。
而《拜月亭》又名《幽閨記》，是「荊、劉、拜、殺」（《荊釵記》、《劉知遠白兔記》、《拜月亭》、《殺狗記》）四大南戲之一。與白樸的《牆頭馬上》、王實甫的《西廂記》、鄭光祖的《倩女離魂》合稱元代四大愛情劇。亦為「五大傳奇」之一。

## 施惠简介
施惠，字君美。杭州人。约元元贞初（1295年—1297年）前後在世。中國元末明初的南曲戲劇家，被認為是南戲《拜月亭》的作者。亦有人認為《水滸傳》作者施耐庵即施惠。明何良俊《四友齋從說》、王世貞《曲藻》、沈德符《顧曲雜言》、沈自晉《南词新谱》均认为系南戏《拜月亭》作者。王骥德《曲律‧杂论》谓「世传《拜月》为施君美作。」，吕天成《曲品》则认为：「云此记出施君美笔，亦无的据。」，元‧钟嗣成《录鬼簿》卷下列于「方今已死名公才人，余相知者」项内，云「惠字君美，杭州人。居吴山城隍庙前，以坐贾为业。公巨目美髯，好谈笑。余尝与赵君卿、陈彦实、颜君常至其家。每承接款，多有高论。诗酒之暇，唯以填词和曲为事。有《古今砌话》，亦成一集，其好事也如此。」。
下附【凌波曲】調詞，但均未提及撰《拜月亭》一事。清‧张大复《寒山堂曲谱》引注则作：「吴门医隐施惠，字君美著。」与前述杭州施惠不同。而世德堂本《拜月亭记》开场【满江红】有：「自古钱塘物华盛，地灵人杰。昔日化鱼龙之所，势分两浙。」则作者似又可能系杭州人。又《传奇汇考标目》别本第五称：「施耐庵名惠，字君承，杭州人。」并列其所著《拜月亭》、《芙蓉城》、《周小郎月夜戏小乔》三剧（后两剧今未见），不知何剧。
故《拜月亭》，尚难定论。另曾与范冰壶等合作《鹔鹴裘》杂剧，亦已佚。散曲存有【一枝花‧咏剑】套数。

## 故事概述
金朝受到北番侵略，战事逼近中都，朝廷南迁，尚书王鎮出使在外，他的夫人和女儿王瑞兰也仓皇地逃出中都，王夫人與王瑞兰途中失散。與此同時穷秀才蒋世隆和妹妹蒋瑞莲一起逃难，但兄妹二人也在路上失散，瑞蓮遇見王夫人，被王夫人收為義女。
王瑞兰路遇蒋世隆，不得已结伴同行。王瑞兰和蒋世隆一路上经过忧患生活，產生了爱情，在招商店结成夫妻。不幸蒋世隆病倒在店里，这时候王尚书平番得胜回朝，路过这店，看见女儿王瑞兰，才知道母女逃难途中失散，王瑞兰和蒋世隆私結連理。
王瑞兰要求父亲同意她嫁给蒋世隆，王尚书认为门第不当，撇下害病的蒋世隆，带着女儿去了。王鎮在驿站上遇见了王夫人和蔣瑞莲，一同进京。
王瑞蘭一直惦念着蒋世隆，在亭前焚香拜月，祷祝蒋世隆平安，心事被蒋瑞莲撞破。二人得知情由，姐妹之外又成姑嫂，愈加亲密。
蒋世隆后来与逃难途中的陀滿興福结义兄弟，又分别高中文武状元，才使得势利的瑞兰之父願招蒋世隆为女婿。蒋世隆与王瑞兰相见，知她情贞，夫妻终于团聚；蒋瑞莲则与陀滿興福成婚，有情人终成眷属。

## 劇中主要人物
- 王瑞蘭，劇中女主角。自小為千金小姐，受禮教約束。
- 蔣世隆，劇中男主角。為一介窮書生，欲考取功名。
- 蔣瑞蓮，蔣世隆的妹妹。活潑貼切。
- 陀滿興福，陀滿海牙之子，蔣世隆的結拜兄弟，匿名蔣世昌。
- 王鎮，王尚書，王瑞蘭之父。
- 王夫人，王鎮之妻。

## 演出
- 臺灣豫劇團，浪漫傳奇《拜月亭》，由王海玲、朱陸豪、朱海珊、蕭揚玲等人領銜主演，於2008年10月在城市舞台演出，由汪其楣改編劇本。
- 春美歌劇團《彼時我在等你》：郭春美、簡嘉誼、孫凱琳、古翊汎等人領銜主演，於2016年6月在高雄大東文化藝術中心演出，由楊杏枝改編劇本。
- 薪傳歌仔戲劇團《拜月亭》：張孟逸、古翊汎、王台玲、江亭瑩等人領銜主演，於2016年11月在臺北大稻埕戲苑首演，由林顯源改編劇本。
- 粵劇《雙仙拜月亭》：1958年由何非凡、吳君麗等於香港首演；同年由何非凡、吳君麗、梁醒波、麥炳榮、陳好逑、白龍珠、馬笑英等拍攝同名電影；1959年由何非凡、陳鳳仙、陳好逑、白龍珠、簡耀佳、梅欣等演唱長篇粵曲唱片版本。
- 2003年中国大陆电视剧《拜月亭》（《中国传世经典名剧》其中一单元），共3集，主演：宁静、耿乐。